# 5-й отдельный гвардейский танковый полк прорыва
5-й отдельный гвардейский танковый Запорожский Краснознаменный, ордена Суворова полк прорыва — воинское подразделение Вооружённых сил СССР в Великой Отечественной войне. Сокращённое наименование — 5-й гв. оттп.

## Формирование и организация
Сформирован в октябре 1942 г. на основании Директивы Народного Комиссариата Обороны № 1104913 от 12.10.1942 г. в Московском АБТ Центре (Костерево — Ногинск) в октябре 1942 г. на базе 234-й тбр
9 ноября 1942 г. танковому полку была передана танковая колонна «Советский полярник».
13 февраля 1944 г. Директивой ГШКА № Орг/3/305512 от 13.02.1944 г. переформирован в 5-й гв. тяжелый танковый полк.

## Подчинение
В составе действующей Армии:
- с 30.11.1942 по 05.02.1943 года.
- с 20.03.1943 по 09.05.1945 года.

| Дата            | Фронт (округ)            | Армия                 | Корпус | Бригада | Примечания |
| --------------- | ------------------------ | --------------------- | ------ | ------- | ---------- |
| 01.11.1942 года | Московский военный округ |                       |        |         |            |
| 01.12.1942 года | Донской фронт            |                       |        |         |            |
| 01.01.1943 года | Донской фронт            | 65-я армия            |        |         |            |
| 01.02.1943 года | Донской фронт            | 21-я армия            |        |         |            |
| 01.03.1943 года | РВГК                     | 62-я армия            |        |         |            |
| 01.04.1943 года | Юго-Западный фронт       | 62-я армия            |        |         |            |
| 01.05.1943 года | Юго-Западный фронт       | 62-я армия            |        |         |            |
| 01.06.1943 года | Юго-Западный фронт       | 8-я гвардейская армия |        |         |            |
| 01.07.1943 года | Юго-Западный фронт       | 8-я гвардейская армия |        |         |            |
| 01.08.1943 года | Юго-Западный фронт       | 8-я гвардейская армия |        |         |            |
| 01.09.1943 года | Юго-Западный фронт       | 8-я гвардейская армия |        |         |            |
| 01.10.1943 года | Юго-Западный фронт       | 8-я гвардейская армия |        |         |            |
| 01.11.1943 года | 3-й Украинский фронт     | 8-я гвардейская армия |        |         |            |
| 01.12.1943 года | 3-й Украинский фронт     |                       |        |         |            |
| 01.01.1944 года | 3-й Украинский фронт     |                       |        |         |            |
| 01.02.1944 года | 3-й Украинский фронт     | 8-я гвардейская армия |        |         |            |
| 01.03.1944 года | 3-й Украинский фронт     | 8-я гвардейская армия |        |         |            |
| 01.04.1944 года | 3-й Украинский фронт     | 8-я гвардейская армия |        |         |            |
| 01.05.1944 года | 3-й Украинский фронт     | 8-я гвардейская армия |        |         |            |
| 01.06.1944 года | 3-й Украинский фронт     | 5-я ударная армия     |        |         |            |
| 01.07.1944 года | 3-й Украинский фронт     |                       |        |         |            |
| 01.08.1944 года | 3-й Украинский фронт     |                       |        |         |            |
| 01.09.1944 года | 3-й Украинский фронт     |                       |        |         |            |
| 01.10.1944 года | 3-й Украинский фронт     |                       |        |         |            |
| 01.11.1944 года | 3-й Украинский фронт     |                       |        |         |            |
| 01.12.1944 года | 3-й Украинский фронт     |                       |        |         |            |
| 01.01.1945 года |                          | 37-я отдельная армия  |        |         |            |
| 01.02.1945 года |                          | 37-я отдельная армия  |        |         |            |
| 01.03.1945 года |                          | 37-я отдельная армия  |        |         |            |
| 01.04.1945 года |                          | 37-я отдельная армия  |        |         |            |
| 01.05.1945 года |                          | 37-я отдельная армия  |        |         |            |

## Боевой и численный состав полка
Сформирован по штату № 010/266.
В целях усиления мощи танковых частей с 15 января 1943 года в тяжелые танковые полки дополнительно вводились взвод автоматчиков, численностью 33 человека и 32 ППШ;
Директивой ГШКА № Орг/3/305512 от 13.02.1944 г. переведен на штат № 010/460 (танки ИС-2).
По штату полк состоял из четырех танковых рот (в каждой по 5 машин), роты автоматчиков, роты технического обеспечения, взвода управления, саперного и хозяйственного взводов и полкового медицинского пункта (ПМП).
Каждый полк должен был иметь 90 офицеров, 121 человек сержантского состава и 163 человек рядового состава. Всего — 374 человека личного состава и 21 танк ИС 2, включая танк командира, 3 английских БТР Универсал и 1 БА-64.
Численный состав:
| Дата       | Объединение | Личный состав | Типы танков (исправных/неисправных) | Всего | Примечание                        |
| 24.11.1942 | ДФ          | 222           | 21 КВ                               | 21    | ЦАМО РФ. ф. 38, оп. 11373, д. 150 |

## Командный состав полка
Командиры полка
- Лебеденко Пётр Павлович, полковник, 12.10.1942 — 00.11.1942 года.[4]
- Грецкий Пётр Петрович, подполковник на .02.1943, на .10.1943 года.[5]
- Шалыгин Николай Сергеевич, подполковник, затем полковник (умер от ран 27.03.1943 — ОБД) на 02.1943, по 03.1943 года[6]
- Гудзь Павел Данилович, подполковник, с осени 1943 и до тяжелого ранения
- Гудзь Павел Данилович, подполковник, с .04.1944 по .05.1944 года.[7]

Начальники штаба полка
- Вержбицкий Иван Гавриилович, майор (погиб 25.03.1943 — ОБД)[8]
- Щербатюк Андрей Калинович, майор, на 00.08.1943 года[9]

Заместитель командира полка по строевой части
- Грецкий Пётр Петрович, подполковник, на 12.1942 года
- Гудзь Павел Данилович, майор, с 05.1943 по осень 1943 года.

Заместитель командира полка по технической части
Заместитель командира по политической части

## Награды и наименование
| Награда                             | Дата                                                           | За что получена |
| ----------------------------------- | -------------------------------------------------------------- | --- |
| Почётное звание «Гвардейский»       | Директивой ГШКА № Орг/3/305512 от 13.02.1944                   | При формировании |
| Почетное наименование «Запорожский» | Приказ Верховного Главнокомандующего 14 октября 1943 года № 33 | В ознаменование одержанной победы соединениям и частям, отличившимся в боях за освобождение города Запорожье                                                                                            |
| Орден Красного Знамени              | Указ Президиума ВС СССР от 13.02.1944                          | За образцовое выполнение боевых заданий командования в боях с немецкими захватчиками у нижнего течения Днепра и за освобождение городов Никополя, Апостолово и проявленные при этом доблесть и мужество |
| Орден Суворова III степени          | Указ Президиума ВС СССР от 07.09.1944                          | За образцовое выполнение заданий командования в боях с немецкими захватчиками при прорыве обороны противника южнее Бендеры, за овладение городом Кишинёв и проявленные при этом доблесть и мужество     |

## Отличившиеся воины
- Малозёмов, Иван Прокопьевич, лейтенант, командир роты танков КВ-1с.